# Steve Buscemi
Steven Vincent Buscemi (Nova York, 13 de desembre de 1957), més conegut com a Steve Buscemi, és un actor, productor i director de cinema i televisió estatunidenc. Conegut per interpretar personatges excèntrics i criminals, la seva carrera abasta cinc dècades durant les quals ha actuat en més de cent pel·lícules i sèries de televisió en papers tant còmics com dramàtics. Ha intervingut en variades cintes independents i comercials, per les que ha rebut els premis Globus d'Or, SAG, Emmy i Independent Spirit. No obstant això, el seu extens treball en films de baix pressupost el va portar a ser considerat per diversos crítics de cinema —entre ells Roger Ebert— com una de les principals figures del cinema independent estatunidenc.
El seu camí com a intèrpret va començar a la fi dels anys 1970 en clubs de Nova York, on a les nits es presentava com comediant i durant el dia estudiava actuació a l'Institut de Teatre i Cinema Lee Strasberg, mentre que per a subsistir feia treballs com a ajudant de cambrer i empleat de mudances. Més tard, va aconseguir una ocupació com bomber, tasca a la qual es va dedicar els següents quatre anys, al mateix temps que creava i actuava en les seves pròpies obres de teatre al costat de Mark Boone Júnior. A mitjan anys 1980 va obtenir els seus primers papers al cinema i la seva carrera va prendre impuls gràcies a la seva actuació en el seu tercer film, Parting Glances (1986). Els seus primers anys en la indústria del cinema van estar marcats per la seva participació en cintes de directors de renom com Històries de Nova York (1989) de Martin Scorsese, Mystery Train (1989) de Jim Jarmusch i Barton Fink (1991) dels germans Coen, consolidant-se com a actor en guanyar un Premi Independent Spirit al millor actor de repartiment pel seu rol a Reservoir Dogs (1992) i treballar regularment en produccions dels Coen com Fargo (1996) i El gran Lebowski (1998). Posteriorment, la seva presència va començar a fer-se notar també en produccions de grans pressupostos com Con Air (1997), Armageddon (1998), Big Fish (2003) i L'illa (2005), i va aparèixer repetides vegades fent cameos en comèdies de Adam Sandler.
Malgrat ser majorment conegut pels seus papers secundaris, en la seva filmografia s'inclouen a més rols com a protagonista, entre ells In the Soup (1992), Living in Oblivion (1995), Ghost World (2001), Delirious (2006) i The Death of Stalin (2017). Així mateix incursionó com actor de veu en diversos films animats, incloent-hi les franquícies de Monsters, Inc. (2001 i 2013) i Hotel Transylvania (2012, 2015, 2018 i 2021). Eventualment ha realitzat cameos o aparicions especials en la televisió, amb papers en sèries com Miami Vice (1986), Tales from the Crypt (1993), The Adventures of Pete & Pete (1992-1994), ER (2008) i Philip K. Dick's Electric Dreams (2017). Ha actuat reiteradament a 30 Rock (2007-2013) i Portlandia (2011-2017), va deixar la seva veu a dos episodis de Els Simpson (2003 i 2007), va ser dos cops amfitrió de Saturday Night Live (1998 i 2011), va conduir el seu propi talk show, Park Bench with Steve Buscemi (2014-2015), i va coprotagonitzar Horace and Pete (2016) i Miracle Workers (2019-2021). Més notablement, va ser membre regular en la cinquena temporada de The Sopranos (2004) com Tony Blundetto i la seva carrera es va veure revitalitzada gràcies a la seva interpretació protagonista com Nucky Thompson a Boardwalk Empire (2010-2014).
Sumat al seu treball com a actor, en 1996 Buscemi va estrenar el seu primer llargmetratge com a director, Trees Lounge, una comèdia negra que també va protagonitzar i va escriure en part inspirant-se en la seva pròpia vida. A continuació va dirigir el drama carcerari Animal Factory (2000), el drama d'humor negre Lonesome Jim (2005) i el remake del film neerlandès del mateix nom Interview (2007). En televisió ha estat convidat a dirigir episodis de sèries com Oz, Nurse Jackie, 30 Rock i Portlandia. La seva òpera prima, Trees Lounge, va influenciar a David Chase en la creació de The Soprano; a més de comptar amb Buscemi com a actor, Chase el va tenir com a director en quatre episodis, entre ells «Pine Barrens», considerat un dels millors de la sèrie.

## Primers anys
Buscemi va néixer al barri East New York de Brooklyn, Nova York, el divendres 13 de desembre de 1957, com el segon de quatre germans —Jon, Michael i Kenneth—, fill de John Buscemi, un excombatent de la guerra de Corea i empleat del departament d'escombraries, i Dorothy —Wilson, de soltera—, maître de l'Howard Johnson's, una important cadena de restaurants i hotels. La seva família paterna és d'origen italià —el seu avi era provinent de Menfi, Sicília— i per part materna és d'ascendència irlandesa, neerlandesa i anglesa. La casa on vivien els Buscemi havia estat propietat de la seva àvia i estava ocupada pels seus cinc fills i les seves respectives famílies, entre elles la del pare de Buscemi, qui ocupava un d'aquests apartaments. Mentre els seus pares dormien en un sofà desplegable a la sala d'estar, Buscemi compartia l'únic dormitori amb els seus germans. Va assistir a una escola catòlica. Llavors Buscemi era molt fidel a aquesta religió —encara que més endavant va abandonar aquestes creences—, la qual cosa l'ajudava a suportar les discussions dels seus pares. «Quan els sentia maleir, feia el signe de la creu i pensava que això salvaria les seves ànimes», va recordar Buscemi. De nen, va sofrir dos accidents de trànsit; als quatre anys d'edat va ser colpejat per un autobús i un parell d'anys després va rebre l'impacte d'un automòbil en travessar el carrer per buscar una pilota. El primer incident li va provocar una fractura de crani: «Per sort era hivern, així que tenia molta roba posada i això probablement em va salvar», va comentar.
De ben aviat Buscemi va començar a dibuixar caricatures, escriure un diari personal i per un temps es va interessar en la ventriloquia, activitat que va descriure com el seu «primer intent d'estand-up». Incentivat pel seu pare, actuava enfront de la seva família contant acudits i fent trucs de màgia; als set anys d'edat va filmar el seu primer personatge, el vilà en una pel·lícula casolana en versió Super-8 de Superman dirigida pel seu pare. «Tenia una disfressa de Superman i no sé com va succeir, però el meu germà va fer de Superman i jo del tipus dolent», va comentar Buscemi. «Suposo que això va establir el meu destí», va afegir. Una altra de les seves primeres experiències com actor va ser en una obra escolar de quart grau fent el paper del Lleó Covard a El màgic d'Oz. El 1966, quan Buscemi tenia vuit anys d'edat, la família va deixar el barri brooklynenc d'East Nova York per a traslladar-se a Valley Stream, Long Island, on va passar la resta de la seva infància i va descriure com «el camp en comparació amb Brooklyn». Durant aquesta època solia passar gran part del temps veient pel·lícules i sèries de televisió, que incloïen títols com Our Gang, The Three Stooges, Gilligan's Island i pel·lícules amb James Cagney i Ann-Margret.

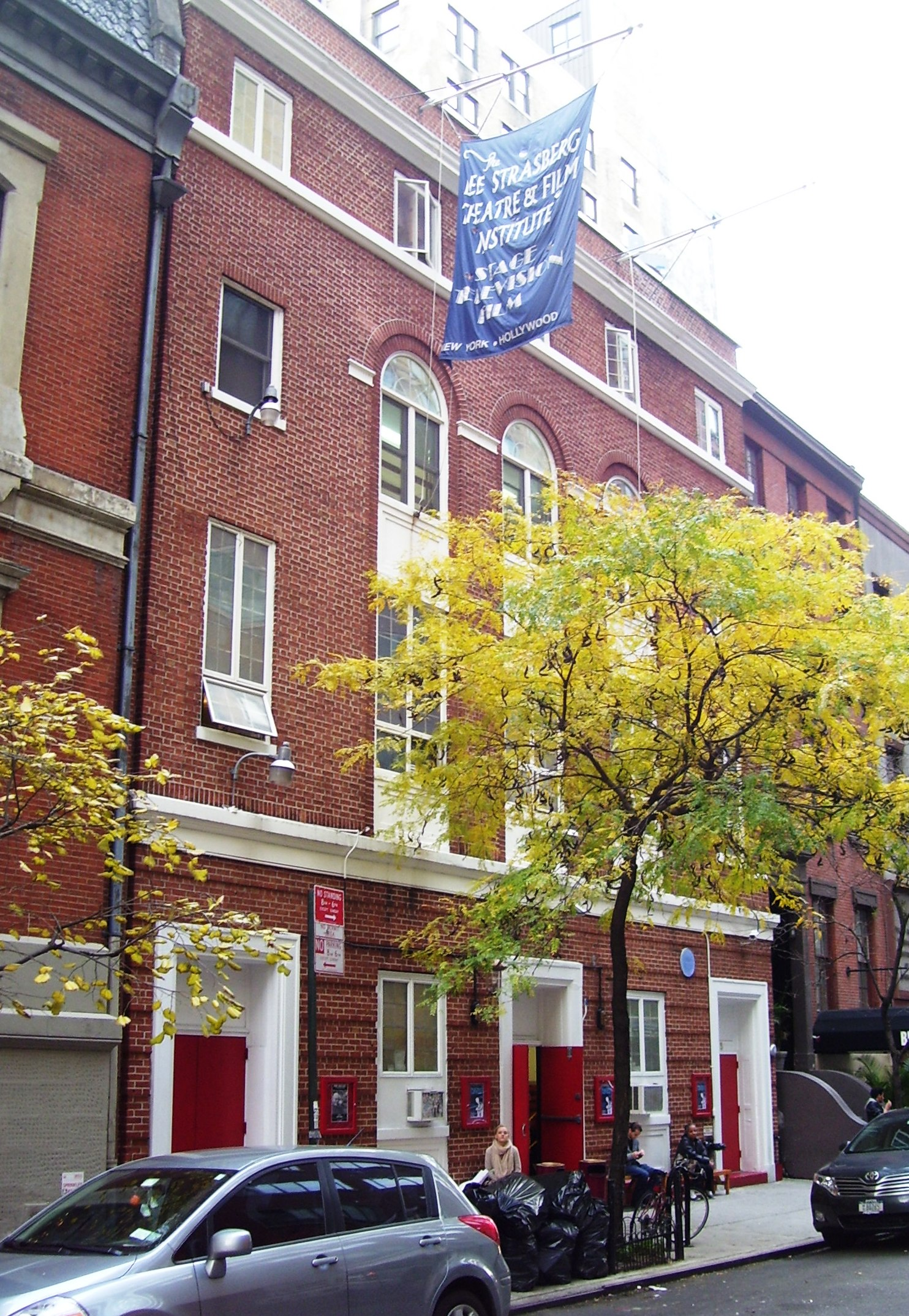
L'Institut Lee Strasberg de Teatre i Cinema a Manhattan, on Buscemi va estudiar actuació.

Va cursar tota la secundària en la Valley Stream Central High School i es va graduar en 1975. Durant els seus primers anys en aquesta institució va formar part dels equips de lluita lliure, futbol i de la fraternitat estudiantil d'esportistes Alpha Omega Theta. Encara que va estar «sempre interessat a actuar», Buscemi no estava «connectat» amb la secció d'actuació de l'institut i se sentia més còmode envoltat d'esportistes. No obstant això, durant el seu últim any de secundària amb disset anys d'edat, va començar a assistir a anomenats per a obres estudiantils com West Side Story —interpretant a Baby John, un membre d'una colla— i Fiddler on the Roof. on el seu personatge no tenia diàlegs. Una vegada finalitzada la secundària, va cursar els seus estudis universitaris al Nassau Community College, però va abandonar després d'un semestre. «No estava fent gens de teatre ni gens d'esport», va dir Buscemi. «Semblava que no estava fent res que anés a ser útil». Preocupat per la situació, el seu pare li va suggerir presentar-se a exàmens per a aspirar a ocupacions públiques, a la qual cosa Buscemi va accedir i més tard va aprovar el del cos de bombers. «Em va dir que podria retirar-me després de vint anys amb la meitat del salari i llavors podria ser actor», va recordar sobre els consells del seu pare. Mentre esperava que el seu nom sortís en la llista d'ocupacions públiques, va treballar com a empleat en una estació de servei i conductor d'un camió de gelats. Durant aquest període, passava llargues hores vagant en bars a les nits i anys més tard es va referir a aquesta situació com «un sentiment de buit». Al voltant de la mateixa època va passar per diversos treballs addicionals, com per exemple acomodador en un cinema, venedor de periòdics en un peatge del pont de Triborough i rentaplats.
Quan considerava la idea de traslladar-se a Hollywood per a provar sort, el seu pare —en un intent per mantenir-lo a prop— li va recordar que la ciutat de Nova York li devia sis mil dòlars com a compensació de l'accident d'autobús que havia sofert de petit. Buscemi no va trigar a emprar aquests diners per a comprar un automòbil usat i iniciar estudis d'actuació a l'Institut de Teatre i Cinema Lee Strasberg en 1977. Al principi, les classes de l'institut li van resultar «intimidatòries», en part a causa de la concurrència d'alumnes de classes socials més privilegiades i la insistència per part de la institució en les tècniques d'actuació conegudes com «el Mètode». Allí el seu professor va ser John Strasberg, que va recordar sobre el seu alumne: «Era extremadament tranquil. Durant molt de temps, no vaig saber què volia fer, perquè el seu treball era relativament inexpressiu. Al principi, si tenia una mica de talent, no vaig poder notar-ho». Durant un any, Buscemi va viatjar vint-i-quatre quilòmetres cap a Manhattan per a assistir a les classes i finalment, a l'estiu de 1978, es va mudar a un apartament sobre l’Avinguda A en el barri d'East Village, on pagava un lloguer de cent dòlars al mes i vivia de manera molt rudimentària. Sobre aquella experiència, Buscemi va esmentar:
| « | L'apartament era un petit antre amb una llit llitera i una banyera en la cuina. Ho compartia amb una pròspera població de ratolins, xinxes i paneroles. Posava una taula sobre la banyera i aquesta era la meva taula de la cuina. Tenia alts i baixos, eren temps emocionants quan pensava que podria guanyar-me la vida com a actor i èpoques en les quals em sentia aclaparat i amb ganes de tornar a casa. | » |

Mentre assistia a classes d'actuació i treballava com a ajudant de cambrer i empleat de mudances per a pagar els comptes, va començar a actuar a les nits en clubs de comèdia en viu. La seva actuació incloïa humor autocrític i observacional, descrit per ell mateix com «no gaire original» —en aquest llavors, la seva major aspiració com a actor era aconseguir treball en una sitcom. No obstant això, va audicionar i va ser admès per a actuar en el club de la comèdia The Improv, on regularment actuaven comediants com Larry David, Jerry Seinfeld i Gilbert Gottfried. «Al moment que pujava a l'escenari, si pujava, serien les tres del matí i hi havia un públic de potser deu persones», va comentar Buscemi. En aquells dies buscava en el periòdic anomenats de càsting per a films estudiantils o grans produccions, com per exemple Fama d'Alan Parker, per a la qual, segons recorda, la seva audició va durar «menys de trenta segons».

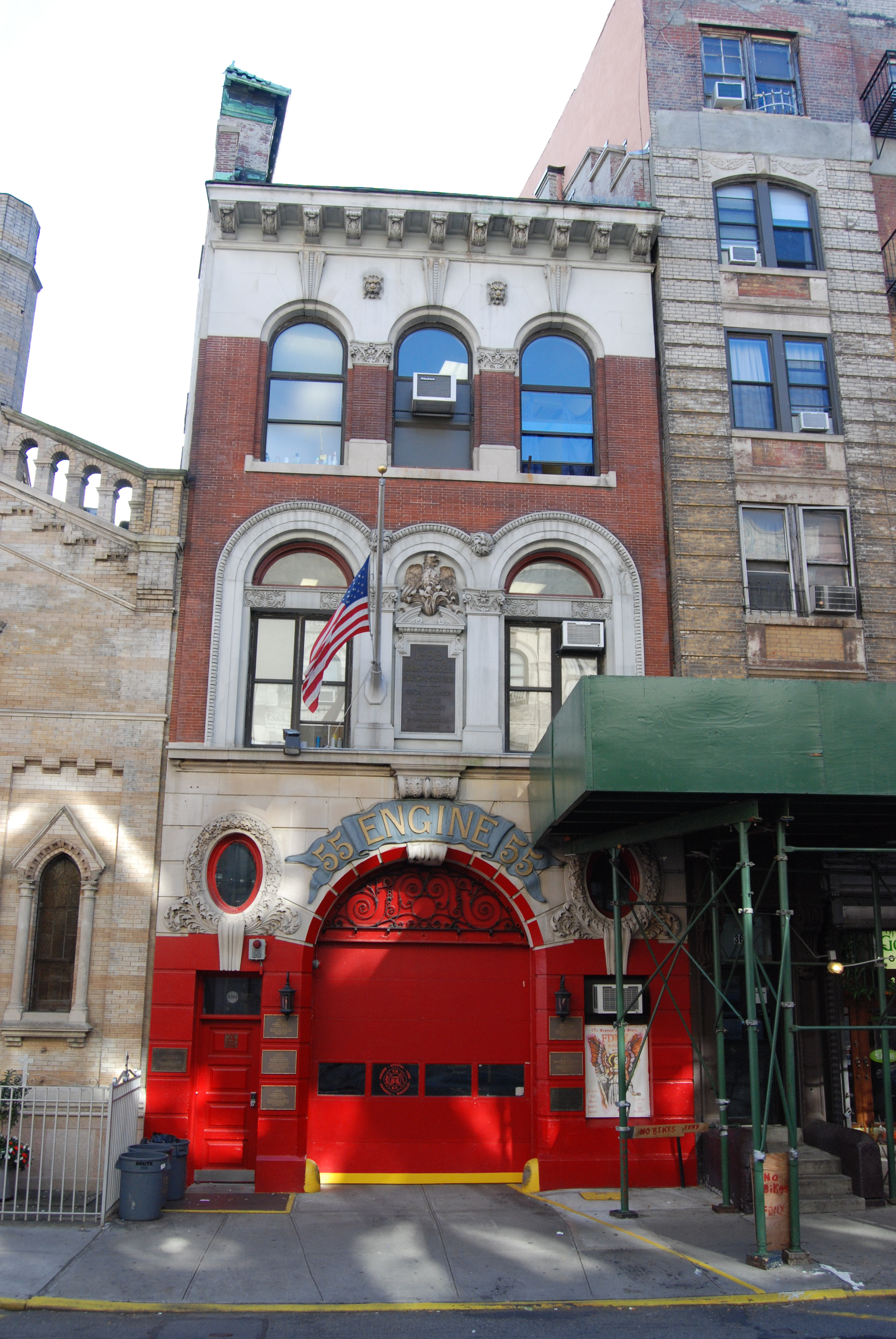
Engine Company 55, estación de bomberos on Buscemi va traballar entre 1980 i 1984.

En 1980 va ingressar al Departament de Bombers de la Ciutat de Nova York per a treballar en l'estació Engine Company 55, situada en Little Italy, on va treballar els següents quatre anys. Paral·lelament va continuar actuant com a comediant a les nits i es va vincular amb l'escena de teatre experimental de la ciutat, actuant en soterranis d'esglésies i apartaments. El 1982 va conèixer a Mark Boone Junior, amb qui es va dedicar a escriure i realitzar esquetxs còmics en diversos llocs de la ciutat amb el duo avant garde conegut com a Steve & Mark —van actuar junts fins a 1990, quan Boone es va mudar a Los Angeles. Les seves actuacions acostumaven ser obres originals i de cabaret, i incloïen improvisacionés i situacions inspirades en la vida quotidiana. El duo va rebre bastant atenció i seguidors; The New York Times es va referir al seu espectacle com: «Una variant intel·lectual de ‘East Village dels clàssics grups còmics… Un satisfactori gir còmic beckettià» Van tenir una bona recepció al club local Gerde's Folk City, on van aconseguir actuar per quinze setmanes amb funcions de quaranta minuts: «Al final estàvem totalment farts un de l'altre», va comentar Boone. Al mateix temps, van formar un grup musical de «country psicodèlic» anomenat The Pawns of Love, en el qual Boone tocava la guitarra i Buscemi cantava.
En la mateixa època es va unir a la companyia de teatre experimental The Wooster Group —fundada entre altres per Willem Dafoe—, amb la qual va participar en algunes obres de teatre en diferents locals de la ciutat, i va conèixer alguns cineastes importants per al desenvolupament posterior de la seva carrera com Jim Jarmusch, Alexandre Rockwell, Tom DiCillo, Bill Sherwood i Eric Mitchell —integrants del corrent de cinema alternativa anomenada posteriorment No Wave Cinema. A causa d'una important demanda de treballs als escenaris, Buscemi va demanar permís a l'estació de bombers per absentar-se durant tres mesos, període que es va anar prolongant fins a arribar a un any, quan finalment va tenir prou confiança com per abandonar el seu treball com a bomber i dedicar-se completament a l'actuació.

## Carrera com a actor

### Dècada de 1980
El seu primer treball en la pantalla gran va ser The Way It Is en 1985. Dirigida per Eric Mitchell, la cinta va ser filmada en blanc i negre amb un pressupost de deu mil dòlars, sense guió i sense so —que va ser gravat posteriorment—. Amb una durada de vuitanta minuts, The Way It Is va ser ambientada en el Lower Manhattan i la trama narrava el treball d'un grup d'actors de teatre en una producció d'Orfeu de Jean Cocteau. Aquesta va ser de les primeres pel·lícules com a actors de Mark Boone Junior i Vincent Gallo. No obstant això, va ser la seva tercera pel·lícula, Parting Glances (1986), del director Bill Sherwood, la que va impulsar la seva carrera. En el drama Parting Glances, una altra producció de baix pressupost, Buscemi va encarnar a un músic de rock homosexual infectat amb VIH. Aquest va ser un dels primers films a tractar la problemàtica de la sida en els anys 1980 i la seva actuació va rebre bones respostes. El director novaiorquès John Jesurun va remarcar que Buscemi «va prendre el paper en una època on un munt d'actors heterosexuals mai prendrien un personatge homosexual» i en una ressenya per The New York Times Janet Maslin va subratllar que l'actor tenia «una poderosa presència anàrquica». Anys més tard, Buscemi va recordar aquest paper com «un dels més interessants» que ha interpretat. SEl seu següent treball va ser en un episodi de la sèrie de televisió Miami Vice transmès el 1986, on va interpretar a un traficant de drogues, Paral·lelament, va continuar actuant en el teatre de Nova York, com per exemple en l'obra de John Jesurun Deep Sleep, que va protagonitzar, i va assistir sense èxit al càsting del film Tin Men del director Barry Levinson.
Després d'un segut de papers fugaços interpretant criminals, cap a finals de la dècada va aconseguir treball a Històries de Nova York de Martin Scorsese i Mystery Train de Jim Jarmusch, totes dues estrenades en 1989. En la primera, el director li va donar suficient llibertat com per escriure part del seu personatge, un artista performance —poc abans, Scorsese l’havia considerat per interpretar un dels apòstols a The Last Temptation of Christ . Mystery Train va ser, segons ell, una de les seves millors experiències com a actor, on va treballar al costat de Joe Strummer i Rick Aviles.

### Dècada de 1990
Quan estava a punt de traslladar-se a Los Angeles per provar sort en aquesta ciutat, va rebre la trucada del director Abel Ferrara, que li va oferir un paper a King of York. La descripció de Ferrara d'una de les escenes va convèncer a Buscemi i finalment es va quedar per a treballar amb el director. En aquesta cinta, estrenada en 1990, va tenir una breu participació com l'encarregat de comprovar la qualitat de les drogues en una banda criminal encapçalada pel personatge de Christopher Walken. Aquest mateix any va treballar per primera vegada sota la direcció dels germans Coen, qui realitzaven Miller's Crossing, una cinta de gàngsters ambientada durant la llei seca. Buscemi va aparèixer en una sola escena de menys d'un minut interpretant a un apostador homosexual: «Vaig audicionar dues vegades per Miller's Crossing. La segona vegada em van dir: ‘Bé, continues sent el que parla més ràpid’», va dir l'actor sobre com va aconseguir el paper. A l'any següent va tornar a treballar amb els Coen a Barton Fink —fent del recepcionista de l'hotel on s'allotja el protagonista— i va interpretar a un gàngster a Billy Bathgate, una producció de cinquanta milions de dòlars dirigida per Robert Benton i protagonitzada per Dustin Hoffman.

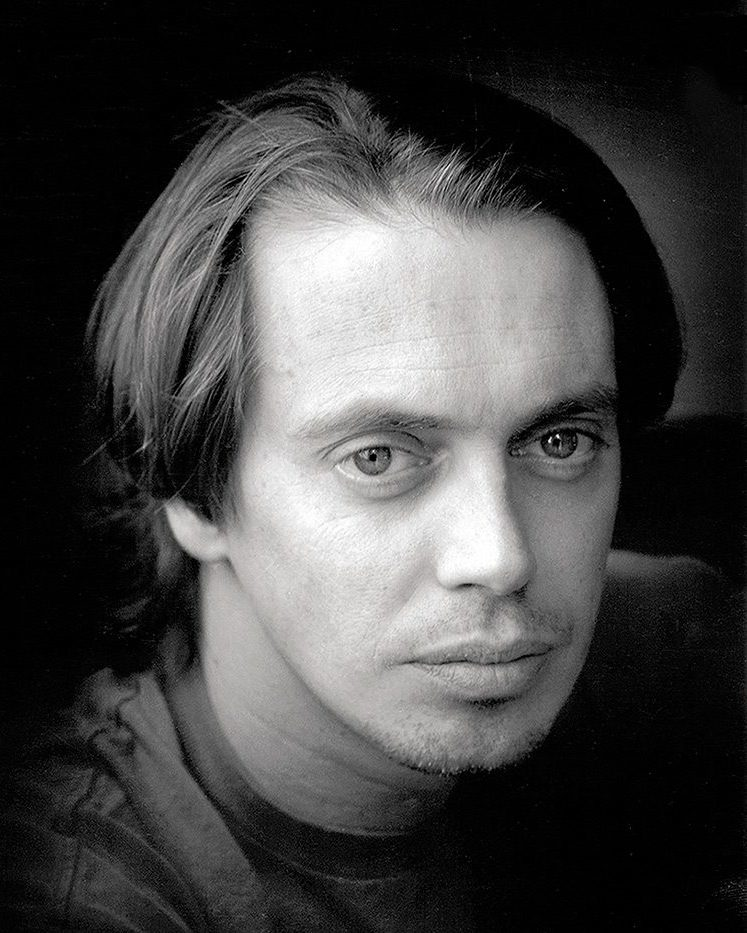
Buscemi el 1996.

El 1992 va protagonitzar In the Soup d'Alexandre Rockwell, la trama del qual retrata la relació entre un guionista principiant i un veterà gàngster d'estar per casa que promet finançar la seva pel·lícula, encarnats per Buscemi i Seymour Cassel, respectivament. El film va tenir una bona acceptació en diversos festivals de cinema, incloent-hi el Festival de Cinema de Sundance on es va emportar el premi del jurat a la millor pel·lícula dramàtica. Mentre treballava en In the Soup, va assistir al càsting a Nova York del primer llargmetratge de Quentin Tarantino, Reservoir Dogs. Encara que va fer dues proves de càsting per la pel·lícula, va ser gràcies a l'enregistrament d'una audició que havia fet per la comèdia The Marrying Man de Neil Simon el que va convèncer a Tarantino. El director —que coneixia Buscemi per Parting Glances— en veure'l en el vídeo de The Marrying Man amb roba vintage i pentinat cap endarrere va esmentar que l'actor «semblava un criminal». Finalment va fer el personatge de Mr. Pink, un dels integrants de la banda encarregada de dur a terme el robatori a una joieria —un paper que Tarantino havia escrit per a interpretar-lo ell mateix. La seva actuació va ser premiada amb el Premi Independent Spirit al millor actor de repartiment.
L'èxit de Reservoir Dogs li va permetre obtenir papers en produccions més comercials i continuar desenvolupant la seva carrera al cinema independent; a interpretar el paper protagonista de la comèdia negra Ed and His Dead Mother i a un lladre d'estar per casa a Twenty Bucks —al costat de Christopher Lloyd. El periòdic Los Angeles Times va destacar que el treball en conjunt de Buscemi i Lloyd es va tractar del millor de Twenty Bucks i va escriure que les seves escenes «tenen una meravellosa estranyesa». Al seu torn, va ser convidat a les sèries de televisió The Adventures of Pete & Pete, Tales from the Crypt i Homicide: Life on the Street, i va formar part d'un grup de facinerosos en el western de HBO protagonitzat per Mickey Rourke The Last Outlaw. En 1994 va aparèixer fent cameos en El gran salt dels germans Coen i Pulp Fiction de Quentin Tarantino. Mentre que el seu personatge en Reservoir Dogs desenvolupava un monòleg en contra de les propinas, en Pulp Fiction Buscemi va aparèixer com un cambrer disfressat de Buddy Holly. A l'any següent va coprotagonitzar al costat de Brendan Fraser i Adam Sandler la comèdia Airheads, on el trio interpreta als membres d'una banda de rock amateur que ocupa una estació de ràdio per a difondre la seva música. Va ser la seva primera pel·lícula amb Sandler, l'actor va recordar: «Em vaig preguntar: ‘Això canviarà la meva reputació com el tipus indie?’ Què importa! No vull ser sempre el tipus indie. Vull fer diferents treballs».
Posteriorment, va obtenir un paper protagonista en la comèdia dramàtica Living in Oblivion de Tom DiCillo —a qui havia conegut durant la seva època com a actor teatral a Manhattan. Buscemi va encarnar a un director de cinema en conflicte amb els seus actors i equip de rodatge durant la realització d'un film de baix pressupost. L'argument de Living in Oblivion va sorgir arran de les experiències viscudes per DiCillo en treballs anteriors i part del pressupost per a la seva producció va provenir d'alguns dels actors —com Dermot Mulroney, qui a més va suggerir Buscemi com a protagonista. La pel·lícula es va estrenar al Festival de Cinema de Sundance de 1995, on va guanyar el premi al millor guió, i els crítics en la seva majoria la van rebre favorablement. Segons The Washington Post, l'actuació de Buscemi «és realment una sèrie de focs lents magníficament calibrats; quanta més tensió, més graciós es posa Buscemi». El mateix any va arribar als cinemes Things to Do in Denver When You're Dead, un drama neo-noir amb Buscemi com un letal assassí a sou encarregat d'eliminar una banda de criminals liderats per Andy García. En una ressenya per a la Rolling Stone el crític Peter Travers va comparar la pel·lícula amb Pulp Fiction i va qualificar d’«inspirada» la decisió de seleccionar Buscemi per al paper.
Si bé Buscemi havia aparegut en les tres anteriors produccions dels germans Coen, aquesta vegada els directors van escriure específicament per a ell un personatge de major rellevància en el seu següent projecte, Fargo. Joel Coen va comentar que després d'haver vist la imatge psicòtica de l'actor en altres pel·lícules volien «empènyer això cap a una direcció específica» i va agregar: «Volíem escriure una cosa substancial perquè [Buscemi] és molt bo». El personatge que li va tocar interpretar es va tractar de Carl Showalter, un dels criminals —l'altre criminal va ser interpretat per Peter Stormare— contractats per Jerry —William H. Macy— per a segrestar la seva esposa i així obtenir el pagament del rescat efectuat pel seu adinerat sogre. Després de la seva estrena a principis de 1996, Fargo es va transformar en un èxit tant a nivell crític com comercial —recaptant més de seixanta milions de dòlars a tot el món, amb un pressupost de sis milions i mig. Roger Ebert del Chicago Sun-Times es va referir a Fargo com «una de les millors pel·lícules» que va veure. Per la seva interpretació, Buscemi es va emportar el premi al millor actor estranger als Premis Sant Jordi de Cinematografia i la pel·lícula va obtenir nombrosos reconeixements addicionals, incloent-hi una candidatura a l'Oscar a la millor pel·lícula.

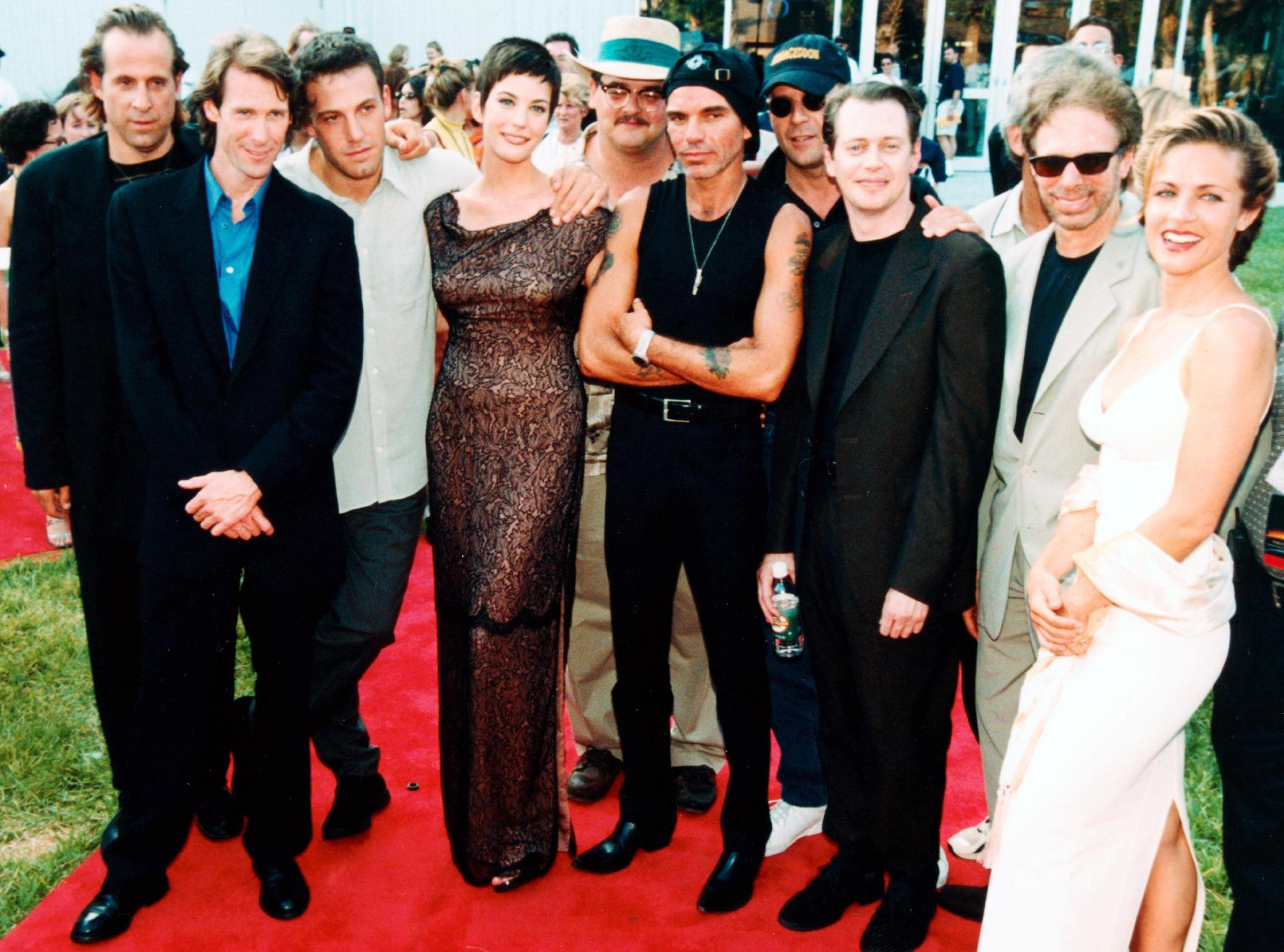
Buscemi en l'estrena de Armageddon al costat del director i repartiment de la pel·lícula al juny de 1998.

Després de desitjar treballar amb el cineasta Robert Altman «durant anys», finalment va rebre l'anomenat per a actuar en Kansas City, un drama criminal ambientat en els anys 1930, on va interpretar a un amañador polític. Segons va relatar Buscemi, la seva experiència filmant amb Altman va tenir un efecte notable en ell: «Sempre estaré inspirat per la seva visió, independència i generositat d'esperit». Al mateix temps, va formar part del repartiment d'Escape from L.A. en un paper que, segons va declarar, va sentir que «ja havia interpretat» però que va acceptar perquè estava interessat a treballar amb el director John Carpenter.
Un any més tard, en 1997, va aparèixer a la taquillera Con Air, una cinta d'acció on va compartir crèdits amb Nicolas Cage, John Cusack i John Malkovich. El guionista del film, Scott Rosenberg, va escriure el personatge de Garland Greene —un famós assassí en sèrie amb trenta-set víctimes en el seu haver— amb Buscemi en ment; el crític Roger Ebert va esmentar que «sàviament evita imitar a Lecter de Anthony Hopkins i interpreta el seu assassí serial com una mena de veu suau i assenyada» i la revista Empire va afirmar que «té els millors diàlegs». Mentre continuava participant en films de baix pressupost, la seva presència va començar a ser més sol·licitada en les grans produccions; en referència a aquests moments de la seva carrera, Buscemi va recordar més tard:
| « | El meu pas del cinema independent al comercial no el veig com un salt, sinó com una cosa molt gradual, que ha anat entremesclant-se. Quan vaig començar, això que ara es diu «pel·lícules independents» eren simplement pel·lícules de baix pressupost i en realitat era l'únic treball que llavors podia trobar. Vaig anar aconseguint més treballs, vaig passar a fer pel·lícules en estudis i després cinema comercial. Em sento afortunat de poder fer cinema comercial, perquè a més em permet fer més pel·lícules independents. | » |

Després de l'èxit de Fargo, els germans Coen van tornar a escriure un personatge per a Buscemi en la seva següent pel·lícula, El gran Lebowski. La cinta, una comèdia amb influències del cinema negre i les novel·les de ficció detectivesca, retratava les aventures de «The Dude», un aturat aficionat al bowling involucrat sense voler en un segrest fals. Per a interpretar a Donny, un dels amics del protagonista, Buscemi va assistir a classes de bowling junt els seus companys de repartiment Jeff Bridges i John Turturro. Encara que El gran Lebowski no va tenir una gran repercussió al moment de la seva estrena en 1998, amb el pas dels anys es va tornar una pel·lícula de culte: «Dels films que he fet és probablement el més vist per la gent. És a dir, per quantitat de vegades que l'han vist», va comentar Buscemi sobre aquest tema. D'altra banda, va participar en la superproducció Armageddon, dirigida per Michael Bay i produïda, igual que Con Air, per Jerry Bruckheimer. El repartiment, encapçalat per Bruce Willis, va tenir a Buscemi com un membre d'una tripulació espacial encarregada de salvar al planeta de l'impacte d'un asteroide. La pel·lícula es va convertir en la més taquillera de 1998 a nivell mundial, malgrat diverses crítiques negatives, com per exemple la de Roger Ebert que va afirmar: «És un atemptat als ulls, les oïdes, el cervell, el sentit comú i el desig humà d'un bon entreteniment».

### Dècada de 2000
A inicis de la dècada de 2000, la seva carrera va continuar amb un paper de repartiment a 28 dies com un ex addicte i director d'una clínica de rehabilitació on es troba internada la protagonista —interpretada per Sandra Bullock. Aquest film va significar un canvi per a Buscemi: «Em va agradar el fet que no em colpegen, no colpejo a ningú, ni tinc una arma». Diversos crítics van notar positivament la marcada diferència amb els seus personatges del passat; Keith Phipps del lloc The A.V. Club va trobar a faltar més escenes amb Buscemi i va comentar que «justifica la pel·lícula més que qualsevol altra cosa», Glen Oliver d'IGN va dir que «et fa oblidar molts dels seus papers anteriors» i Roger Ebert del Chicago Sun-Times va agregar que el personatge «revela duresa i una certa experiència d'algú cansat». Paral·lelament, va prestar la seva veu a dues cintes d'animació: Final Fantasy: The Spirits Within i Monsters, Inc. Mentre que la primera va tenir desastrosos resultats en la taquilla, la segona, produïda per Pixar, va ser un èxit i va recaptar més de 562 milions de dòlars arreu del món. A Monsters, Inc., Buscemi va fer de l'antagonista Randall Boggs, una sargantana amb l'habilitat de canviar de color per adaptar-se als seus voltants.
D'altra banda, va ser coprotagonista de la cinta còmic-dramàtica Ghost World, al costat de Thora Birch i Scarlett Johansson. La història, dirigida per Terry Zwigoff i basada en el còmic del mateix nom escrit per Daniel Clowes, se centra en la vida de dos adolescents amb dificultats per a adaptar-se al món adult i la seva relació amb un solitari col·leccionista de discos de vinil anomenat Seymour —personificat per Buscemi. El director va desenvolupar el personatge de Saymour basant-se en aspectes de la seva pròpia vida i en l’historietista Robert Crumb; no obstant això, l'elecció de Buscemi per aquest rol no convencia als caps de l'estudi que volien un actor diferent: «Podríem haver fet la pel·lícula quatre anys abans si jo m'hagués posat d'acord amb les opcions de càsting que ells em donaven», va declarar Zwigoff. Gràcies a la insistència del director, Buscemi es va quedar finalment amb el paper i la seva actuació va rebre elogis per part de la crítica. Roger Ebert li va donar a Ghost World la puntuació màxima i va afirmar que el paper de Buscemi en aquest film «és al qual ha estat apuntant durant tota la seva carrera». Kevin Thomas, en la seva ressenya per Los Angeles Times, també va elogiar el treball de l'actor escrivint que «rares vegades ha tingut un paper tan complet i exigent». Encara que la seva distribució als cinemes va ser limitada, la pel·lícula va aconseguir una candidatura a l'Oscar en la categoria de millor guió adaptat > i amb el pas del temps ha esdevingut una pel·lícula de culte. La seva actuació li va valer a Buscemi una nominació al Globus d'Or com millor actor de repartiment i va obtenir múltiples guardons, incloent-hi el Premi Independent Spirit al millor actor de repartiment i diversos reconeixements addicionals atorgats per associacions de crítics.
Després de les notícies de la seva participació al costat de Gary Oldman a l'inconclús remake de Macabre de William Castle, en 2002 va tornar al teatre per a participar en la producció de Bertolt Brecht La resistible ascensió d'Arturo Ui, on va interpretar a un dels sequaços d'Arturo Ui, Giuseppe «El florista» Givola, i va actuar al costat de Al Pacino, John Goodman i Chazz Palminteri. A l'any següent es va estrenar el drama fantàstic Big Fish de Tim Burton, on va interpretar a Norther Winslow, un reconegut poeta que sofreix un bloqueig de l'escriptor. «És un tipus que cada vegada que el veig en un film em fa feliç. Té una gran presència. Sempre vaig voler treballar amb ell», va dir Burton sobre Buscemi i va agregar: «M'encanta la gent que sembla que podria estar en una pel·lícula muda, ell és un d'aquests. Expressa molt sense haver de dir res». A més va ser convidat a fer de si mateix en un episodi de la sèrie animada Els Simpson, en el qual Homer Simpson fa referència a la seva actuació a Fargo. Posteriorment, va aparèixer en la cinquena temporada de la sèrie de HBO The Sopranos com el cosí de Tony Soprano, Tony Blundetto, un exconvicto amb intencions de mantenir-se allunyat de l'àmbit criminal. Per aquest rol va rebre una candidatura als Premis Primetime Emmy de 2004 com a millor actor de repartiment en una sèrie dramàtica, però el seu company de repartiment, Michael Imperioli, es va acabar portant el premi. Cal destacar que a la fi dels anys 1990 el creador de The Sopranos, David Chase, va considerar durant un curt temps a Buscemi per al paper principal, abans de seleccionar a James Gandolfini.
A l'any següent, es va estrenar L'illa, cinta de ciència-ficció protagonitzada per Ewan McGregor i Scarlett Johansson que va reunir a Buscemi amb el director Michael Bay. En ella, Buscemi va encarnar a un empleat del recinte on es troba confinat el seu amic i protagonista de la història. Segons la revista Variety els guionistes «van guardar els millors diàlegs per a l'estupendament sarcàstic Steve Buscemi». Més tard, al setembre de 2005, es va estrenar a la Mostra Internacional de Cinema de Venècia la comèdia romàntica musical dirigida per John Turturro Romance & Cigarettes, amb Buscemi en un paper secundari com l'amic i company de treball del protagonista —interpretat per James Gandolfini. Malgrat comptar amb noms com Kate Winslet, Susan Sarandon i Christopher Walken entre el repartiment, la pel·lícula no va arribar als cinemes estatunidencs fins a dos anys després a causa de conflictes amb les distribuïdores.
Cinc anys després de l'èxit de Ghost World, el seu director Terry Zwigoff va tornar a estrenar una altra adaptació fílmica de Daniel Clowes, Art School Confidential, comptant novament amb Buscemi, aquesta vegada en un petit paper com l'amo d'una cafeteria. Al mateix temps, va tornar a posar-se a la disposició dels germans Coen per a interpretar a un turista estatunidenc embolicat en una batussa en el metre de París en un dels segments del film col·lectiu Paris, je t'aime. «En tots els films dels Coen surto mal parat, em maten, aquí també m'ho fan passar malament», va dir l'actor. A més va tornar a treballar com a actor de veu en dues produccions d’ animació per ordinador; primer, fent de l'amo de la casa en la nominada al Oscar a la millor pel·lícula d'animació Monster House, i després interpretant a una rata a Charlotte's Web. Referint-se a aquestes cintes animades, David Edelstein de CBS News Sunday Morning va dir que l'actor «va donar dos de les millors actuacions per fora de la pantalla» d'aquest any. Així mateix, va protagonitzar Delirious, la trama de la qual retrata la relació entre un neuròtic paparazzi i un jove sense llar, interpretats per Buscemi i Michael Pitt. El director Tom DiCillo —que ja havia comptat amb ell en diverses ocasions— va escriure el personatge específicament per a Buscemi i va confessar que «mai havia lluitat tant per tenir a un actor»», en part per la dificultat per a convèncer als inversors que, segons DiCillo, «volien que contractés un actor més famós». L'actuació de Buscemi va ser elogiada pels crítics; Andrew Sarris va escriure en el New York Observer que aquest paper «el col·loca fermament en la contesa al millor actor de l'any», Jeff Shannon de The Seattle Times va comentar que «Buscemi ha fet això abans, però ningú ho fa millor» i va agregar que «domina amb mestratge la seva representació de la necessitat i desesperació», i Roger Ebert del Chicago Sun-Times va destacar que «encarna a Les no amb menyspreu, com podria haver-ho fet, sinó amb simpatia per un tipus que tracta si es fes famós prenent fotos de famosos».

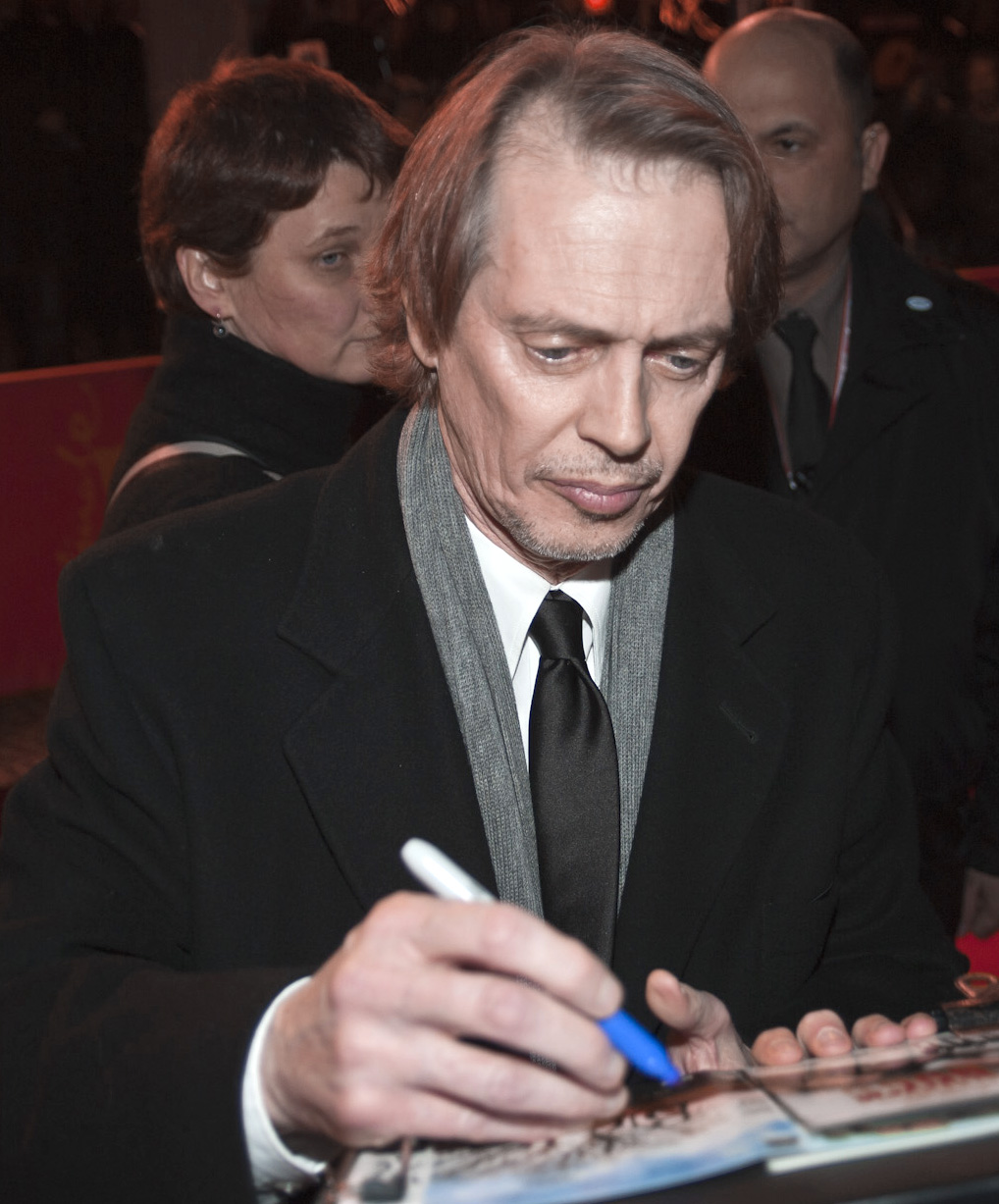
Buscemi a l'estrena de John Rabe al Festival Internacional de Cinema de Berlín en 2009.

Després d'una seguidilla de rols breus i com actor de veu, en 2007 va viatjar a la Xina per a rodar John Rabe del director alemany Florian Gallenberger, un film ambientat durant la Segona Guerra sino-japonesa. Buscemi va interpretar a un metge estatunidenc a càrrec d'un hospital, paper que en 2009 li va valer una candidatura als Premis del cinema alemany com a millor actor de repartiment —una de les poques vegades que es va nominar un actor estranger. Alhora, va ser elogiat pel seu cameo com el pare d'un soldat abatut en la Guerra de l'Iraq en la cinta nominada a l'Oscar The Messenger. El mateix any, va protagonitzar la comèdia Saint John of Las Vegas fent el paper d'un exjugador compulsiu que per negocis ha de viatjar a Las Vegas en una història inspirada en el Infern de Dante Alighieri. La pel·lícula va ser un fracàs en la taquilla —recaptant un total de 111.731 dòlars— y la mayoría de los críticos la calificaron negativamente. Mick LaSalle del San Francisco Chronicle i la majoria dels crítics la van qualificar negativament. Mick LaSalle del San Francisco Chronicle va afirmar que el film «era un guió dolent que d'alguna forma es va transformar en una mala pel·lícula amb bons actors» i Peter Travers de la Rolling Stone va sostenir que el director «no mostra cap talent perceptible per als diàlegs, humor i, especialment, ritme».

### Dècada de 2010
En 2011 va ser convidat a participar en el primer episodi de la sèrie de televisió Portlandia, amb la qual va continuar col·laborant com a actor i director en les temporades següents. Aquest any també va ser amfitrió de Saturday Night Live —ja havia presentat el xou en 1998—, la intervenció del qual va tenir reaccions variades; mentre que alguns crítics van coincidir que la participació de Buscemi va estar per moments relegada a un segon pla, uns altres van valorar positivament el seu treball, com per exemple el lloc web Collider.com que va afirmar que l'actor «va demostrar ser un amfitrió molt capaç». Més tard va tornar a la televisió per a interpretar el seu paper de l'investigador privat Lenny Wosniak en la sèrie còmica 30 Rock, protagonitzada per Alec Baldwin, en dos episodis emesos en 2012 i 2013. La seva carrera al cinema va continuar amb un breu rol en On the Road, l'adaptació de la novel·la del mateix nom escrita per Jack Kerouac —un dels llibres predilectes de Buscemi. En 2013 es va estrenar la comèdia The Incredible Burt Wonderstone, la qual narra la història d'un duo de mags en decadència —interpretats per Steve Carell i Buscemi— que tracten tornar a aconseguir el protagonisme que tenien antigament mentre competeixen amb un extravagant mag de carrer —interpretat per Jim Carrey. A més va tornar a interpretar a Randall Boggs en la preqüela de Monsters, Inc., titulada Monsters University; la pel·lícula va ser un èxit en la taquilla i va recaptar més de 743 milions de dòlars arreu del món.
Entre 2010 i 2014, Buscemi va protagonitzar la sèrie dramàtica de HBO Boardwalk Empire, creada per Terence Winter i produïda per Martin Scorsese. La sèrie està ambientada en Atlantic City durant els anys 1920 i 30 en plena llei seca i Buscemi encarna a Enoch «Nucky» Thompson, un polític corrupte associat amb organitzacions criminals. Winter —que va conèixer a Buscemi treballant amb ell a The Sopranos— va suggerir el nom de l'actor a Scorsese que va estar d'acord amb l'elecció i més tard va comentar que coneixia el treball de Buscemi des dels anys 1980 i després tenir-lo en Històries de Nova York sempre havia volgut treballar novament amb ell. La crida per formar part de Boardwalk Empire va sorprendre a Buscemi, que va declarar que «només en els seus somnis més forassenyats» s'hagués imaginat que protagonitzaria un projecte d'aquest tipus i va descriure el paper com «un dels millors» que va tenir. El primer episodi de la sèrie va ser dirigit pel mateix Scorsese i va comptar amb les actuacions de Michael Pitt i Kelly Macdonald. Les primeres ressenyes sobre la sèrie van notar l'elecció de Buscemi com a protagonista com una cosa inusual, però de totes maneres la seva actuació va aconseguir l'aprovació de la majoria dels crítics. Al llarg de les cinc temporades de Boardwalk Empire, Buscemi va obtenir un premi Globus d'Or i dos SAG com a millor actor dramàtic i va ser candidat a l'Emmy en dues ocasions.

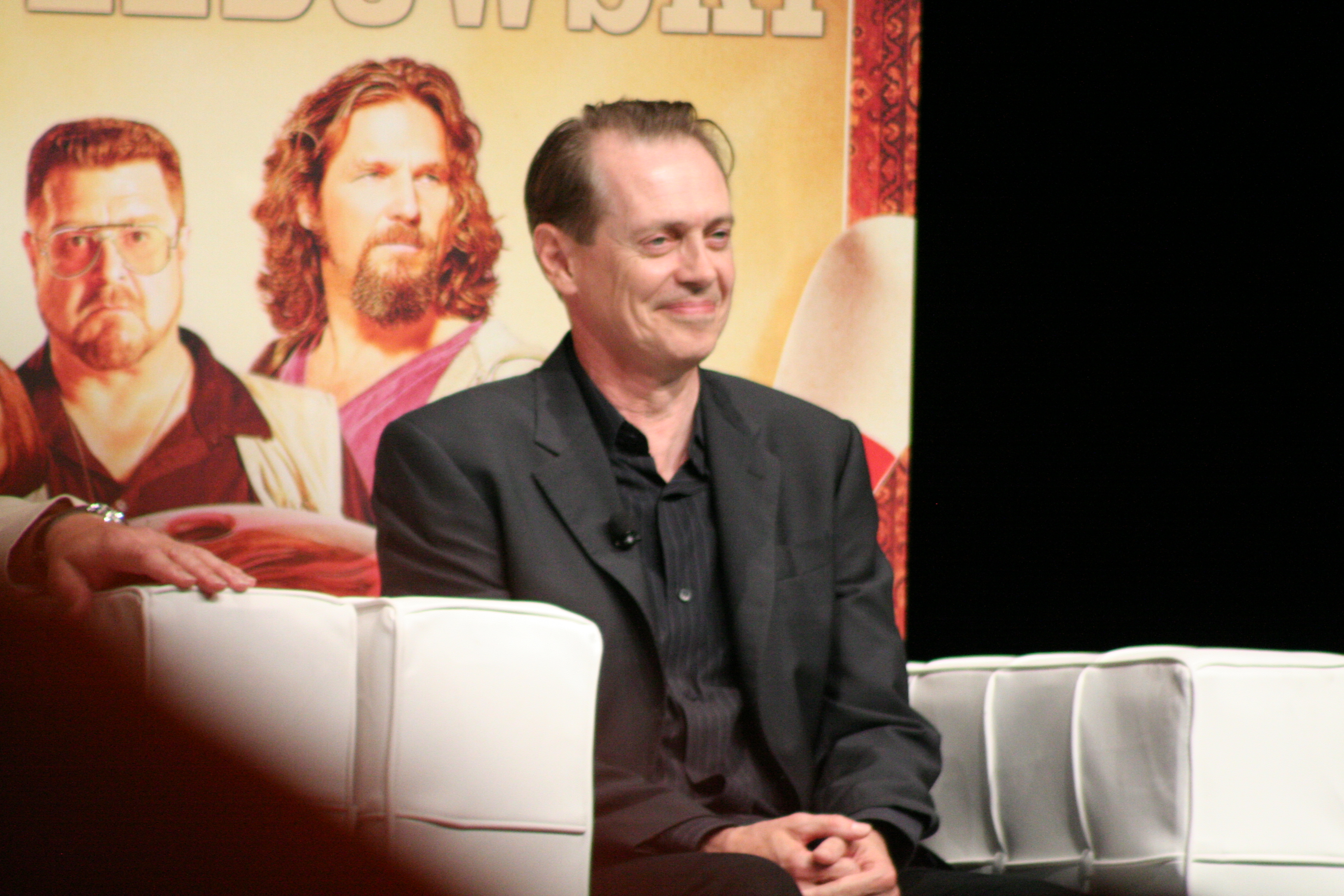
Buscemi a la Lebowski Fest 2011.

Més tard, la sèrie web dramàtica Horace and Pete, creada i coprotagonitzada per Louis C.K., va comptar amb Buscemi en el paper d'un dels amos d'un antic bar en decadència situat a Brooklyn anomenat Horace and Pete's. El primer episodi es va llançar a principis de 2016 i, a més de C.K. i Buscemi, el repartiment va estar conformat per Edie Falco, Alan Alda i Jessica Lange. La sèrie va rebre comentaris positius en general i diversos crítics van coincidir que transmetia una sensació teatral, al seu torn, la revista Entertainment Weekly va elogiar les actuacions i va afirmar: «Buscemi està magistralment buscemià'». Els seus següents treballs en televisió van incloure participacions a Portlandia i a la sèrie de ciència-ficció Philip K. Dick's Electric Dreams, on, en un episodi futurista, va donar vida a l'empleat d'una companyia que produeix humans artificials. Després d'alguns cameos i treballs com a actor de veu, va tornar al cinema per a protagonitzar The Death of Stalin, una comèdia negra sobre els successos transcorreguts després de la mort del dictador soviètic Iósif Stalin. La crítica cinematogràfica va rebre el seu rol i el film favorablement; el periòdic New York Post va afirmar que el rol de Buscemi com Nikita Khrusxov és «en gran manera com qualsevol altre paper de Buscemi actuant molest i rèptil, però això no ho fa menys graciós», en tant que el lloc IndieWire el va descriure com «Steve Buscemi fent el seu habitual Steve Buscemi dispèptic». La seva personificació de Khrusxov li va valer una candidatura als British Independent Film Awards en la categoria de millor actor de repartiment, premi que es va acabar portant Simon Russell Beale, també per The Death of Stalin.
La seva atípica personificació de Déu en la sèrie de comèdia Miracle Workers, estrenada a principis de 2019 en el canal TBS, va ser ben rebuda per la premsa. «És un rol que s'adapta perfectament a les fortaleses còmiques específiques de Buscemi», va publicar la revista Variety. La Rolling Stone va afirmar que mentre Buscemi semblava «en el millor dels casos un candidat per a interpretar a Llucifer», l'actor «no podria estar més perfecte» interpretant aquesta versió no tradicional de Déu. El Déu de Buscemi va ser descrit com «sovint atabalat, confús, una mica mandrós, una ovella negra de bon cor en una família de déus excel·lents». La trama es desenvolupa en les oficines del Cel, des d'on Déu i els seus empleats intervenen en el planeta Terra. El creador planeja destruir la Terra per a dedicar-se al seu pròxim projecte: un restaurant.

### Dècada de 2020
A principis de la nova dècada es va estrenar la segona temporada de Miracle Workers, aquesta vegada ambientada durant l'edat mitjana. Al febrer de 2020, Buscemi va ser seleccionat per a interpretar a Chebutykin en una producció off-Broadway de Les tres germanes d'Anton Txèkhov, al costat de Greta Gerwig, Oscar Isaac i Chris Messina. Les funcions de l'obra estaven programades per a començar al maig però es van cancel·lar a causa de la propagació del coronavirus. La tornada al cinema de Buscemi va ser sota la direcció de Judd Apatow en la comèdia dramàtica The King of Staten Island, estrenada digitalment al juny de 2020 després del tancament de les sales de cinema a causa del coronavirus. Buscemi va interpretar per primera vegada en la seva carrera a un bomber i va ser reconegut pel director i els seus companys per la seva aportació a l'autenticitat del film. Seguidament va tornar a la sèrie còmica Miracle Workers per a protagonitzar una tercera temporada, ara com un explorador que dirigeix una caravana a través de la ruta d'Oregon.

## Treballs com a director
La seva primera incursió com a cineasta va ser amb What Happened to Pete, un curtmetratge ambientat en un bar que va escriure, va produir, va protagonitzar i va dirigir en tan sols un parell de dies i va ser projectat al Festival Internacional de Cinema de Locarno en 1992. Quatre anys més tard, va estrenar el seu primer llargmetratge com a director, Trees Lounge, escrit i protagonitzat per ell mateix. Trees Lounge narra la vida de Tommy Basilio, un mecànic desocupat que passa els seus dies bevent en un bar local. Buscemi va començar a escriure la història en 1989 inspirat en la seva pròpia vida i en el que podria haver-li passat si s'hagués quedat a Long Island en comptes de mudar-se a Manhattan per estudiar actuació. L'argument de Trees Lounge va començar a prendre forma després que Buscemi va assistir al Museu d'Art Modern per a veure una retrospectiva de pel·lícules de John Cassavetes; a més va concórrer a un curs d'escriptura de guions un cap de setmana. Molts fets de la seva vida real van ser inclosos en la pel·lícula, com la seva inclinació a la beguda i el seu treball com a venedor de gelats, Buscemi va admetre: «El personatge que interpreto és el més pròxim a mi mateix que hagi fet. Suposo que és el meu costat fosc real». La producció va començar a fins de 1995 —amb un pressupost d'al voltant d'un milió de dòlars— i la pel·lícula es va estrenar en el Festival de Canes 1996 i més tard als cinemes estatunidencs, encara que la seva distribució va ser escassa. Els crítics la van rebre de manera positiva;; Roger Ebert del Chicago Sun-Times va dir que la pel·lícula «és el més precís retrat de l'alcohòlic de bar que mai hagi vist» i Owen Gleiberman d'Entertainment Weekly va valorar favorablement l'actuació de Buscemi dient que va ser «el millor paper de la seva carrera» i va qualificar el film com «un dels retrats més naturals d'un alcohòlic que s'hagin fet».
En 1999 va rebre una candidatura als Premis del Sindicat de Directors pel seu treball d'adreça en un episodi de la sèrie policial Homicide: Life on the Street. El seu segon llargmetratge darrere de cambres va ser Animal Factory, una història centrada en la relació entre un pres que es troba per primera vegada entre reixes i un altre que ha passat la major part de la seva vida adulta a la presó, encarnats per Edward Furlong i Willem Dafoe respectivament. La història es va basar en el llibre The Animal Factory escrit per Edward Bunker, a qui Buscemi va conèixer durant el rodatge de Reservoir Dogs. Encara que va mirar algunes pel·lícules carceràries abans de la preproducció —entre elles Brute Force amb Burt Lancaster—, el director va preferir centrar-se més en la relació entre els protagonistes. La producció va comptar amb tres milions sis-cents mil dòlars per a la realització del film i va emprar presos reals com a extres. Animal Factory es va estrenar en el Festival de Cinema de Sundance a principis de l'any 2000. El crític Owen Gleiberman de Entertainment Weekly va elogiar el treball de Buscemi com a director i va comparar la «humanitat» del film amb l'estil del cineasta Jonathan Demme. Així mateix, va ser convidat pel creador d'Oz, Tom Fontana, a dirigir dos episodis d'aquesta sèrie d'HBO, també de temàtica carcerària.
Arran del seu treball en Trees Lounge, David Chase, el creador de The Sopranos, va convidar Buscemi a dirigir un episodi de la sèrie. Per la seva direcciño de l'episodi, titulat «Pine Barrens» i transmès l'any 2001, Buscemi va rebre nominacions als Premis Emmy a la millor direcció en una sèrie dramàtica i als Premis del Sindicat de Directors en la mateixa categoria. «Pine Barrens» és considerat un dels millors episodis de la sèrie. Buscemi va tornar a dirigir la sèrie en tres episodis més: «Everybody Hurts» en 2002, «In Camelot» en 2004 i «Mr. & Mrs. John Sacrimoni Request» en 2006. Després de participar per primera vegada en Els Soprano, Buscemi va declarar:
| « | La primera escena que vaig dirigir va ser amb Jimmy i mai abans havia treballat amb ell. Fa el seu paper tan bé que és una mica intimidant acostar-se a ell, sents com si li estiguessis parlant a Tony Soprano. Era afectuós i amable, però jo estava tan acostumat a veure la sèrie com un producte acabat que va ser una experiència surreal. | » |

Van transcórrer cinc anys des de Animal Factory abans que Buscemi tornés a dirigir el seu següent llargmetratge, Lonesome Jim, protagonitzat per Casey Affleck i Liv Tyler. La trama gira entorn de Jim, un jove de vint-i-set anys que torna al seu poble natal per a viure amb els seus pares després de no tenir èxit com a novel·lista a Nova York. La història va ser escrita per James C. Strouse i va atreure a Buscemi, que la va descriure com «un comèdia sobre la depressió». Quan Buscemi va llegir el guió, est li va recordar al «to» dels films d'Aki Kaurismäki —encara que Strouse no coneixia el treball de Kaurismäki— i en la preproducció va portar al guionista a una projecció de pel·lícules del director finlandès. Després que l'estudi original encarregat de finançar la pel·lícula es va deslligar del projecte, Lonesome Jim va ser finançada per una companyia més petita, per tant, el pressupost per a la seva realització va caure de tres milions de dòlars a cinc-cents mil dòlars i els dies de rodatge es van reduir de trenta a disset. La pel·lícula va ser projectada al Festival de Cinema de Sundance de 2005, on va ser candidata al premi del jurat, i va arribar als cinemes estatunidencs al març de 2006, sense aconseguir gran difusió i recaptant només 154.187 dòlars.A la seva ressenya per a la Rolling Stone, Peter Travers va escriure: «Buscemi no actua en Lonesome Jim, però el seu humor murri i el seu agut ull per als matisos ressonen en cada fotograma. No recordo haver-ho passat tan bé en una pel·lícula sobre depressió». A més, Lonesome Jim va ser inclosa entre les millors pel·lícules independents d'aquest any segons el National Board of Review.
La seva següent pel·lícula va ser Interview, estrenada en 2007 i protagonitzada per ell mateix al costat de Sienna Miller. Interview és una adaptació de la versió original neerlandesa del mateix nom dirigida per Theo van Gogh, assassinat per radicals islàmics en 2004. Buscemi interpreta a un periodista d'assumptes polítics que es veu forçat a entrevistar una actriu estrella de telenovel·les; la major part de la trama transcorre en un únic escenari amb Buscemi i Miller com a protagonistes. La pel·lícula es va rodar usant el mateix mètode que usava van Gogh: filmant amb tres càmeres simultàniament, dues enfocant a cada actor i la restant enfocant tota l'escena. Interview es va projectar en els festivals de Sundance i Berlín abans de ser estrenada als cinemes, on va recaptar gairebé un milió i mig de dòlars a tot el món, amb un pressupost aproximat d'un milió de dòlars. La reacció dels crítics respecte a la pel·lícula va ser variada, molts van coincidir en el bon nivell actoral mostrat per ambdós dos protagonistes, mentre que altres criticaren la trama. El periòdic The Village Voice s va referir a Interview com «la pel·lícula menys real i més artificial de Buscemi».
Després d’haver dirigit prèviament múltiples episodis de sèries de televisió com Nurse Jackie, 30 Rock, Portlandia i Miracle Workers, a l'octubre de 2021 es va anunciar que Buscemi acababar de finalitzar el rodatge d'un nou largomentrale titulat The Listener. Escrit per Alessandro Camon, el film té només un personatge, una voluntària de la línia telefònica d'ajuda.

## Altres treballs
Buscemi va gravar tres cançons al costat del cantant Lou Reed per a l'àlbum The Raven (2003), basat en els treballs de l'escriptor Edgar Allan Poe. «Broadway Song» va ser inclosa en la versió corrent de l'àlbum i «Old Poe» i «The Cask» en l'edició limitada d'aquest. En 2007, va fundar la seva pròpia productora, anomenada Olive Prods, al costat de Stanley Tucci i Wren Arthur. El primer projecte que van produir va ser la road movie Saint John of Las Vegas, protagonitzada per Buscemi. Al poc temps, Olive va signar un acord amb Lionsgate per a desenvolupar futurs projectes en conjunt.
Com a part de la sèrie web American Express Unstaged, va dirigir diversos vídeos promocionals i un concert de la banda Vampire Weekend que va tancar el Festival de Cinema de Tribeca de 2013. A més va ser responsable de les llums i el disseny de l'escenari. Inspirat en aquest treball amb Vampire Weekend i abans de filmar l'última temporada de Boardwalk Empire, Buscemi va començar a treballar en el seu propi talk show titulat Park Bench with Steve Buscemi, que va produir, va dirigir i va conduir i va ser transmès en línia a través d'AOL On. El programa es va estrenar en 2014 i va durar dues temporades amb episodis d'entre deu i dotze minuts de durada que tenien a Buscemi xerrant amb personalitats de Nova York en diferents punts de la ciutat, generalment a parcs. El periòdic The New York Observer va escriure sobre la sèrie: «Se sent fresca per la falta de posicionament de producte i absència d'insulses celebritatés promocionant les seves últimes pel·lícules». Aquest any, Buscemi va aconseguir dues nominacions al Premi Emmy, una en la categoria de millor programa no fictici en format curt per Park Bench with Steve Buscemi i una altra com millor actor convidat per la seva actuació a Portlandia'. Les entrevistes van ser realitzades sense guió i basant-se en la improvisació Buscemi va explicar:
| « | No haig de memoritzar cap línia. No haig d'anar a perruquers i maquillatge o vestuari. M'agrada la llibertat que té. Em va encantar fer Boardwalk Empire, però és una producció enorme. Quan vaig fer aquests curts per a Vampire Weekend, el que em va agradar va ser que només prenem una càmera. Teníem alguns guions bàsics, però improvisem molt i realment em va agradar això. Jo vinc del teatre. Boone i jo escrivíem el nostre propi material, però la manera en què escrivíem venia de la improvisació. Estranyo aquesta manera de treballar. Estranyo treballar ràpid. Aquesta és la meva improvisació. Ho faig aquí i ho faig també a Portlandia. | » |

En 2015 va aparèixer en un anunci del Super Bowl per a la marca Snickers, on va personificar a Jan Brady en una paròdia de la sèrie The Brady Bunch. En 2022 va tornar a aparèixer en un altre anunci per al mateix esdeveniment, aquesta vegada per a la marca Anheuser-Busch InBev, el qual fa referència a El gran Lewbowski. En algunes ocasions altres marques el van seleccionar com a model, com és el cas de H&M en 1999. i Kith el 2022.
Al llarg de la seva carrera, Buscemi ha interpretat papers tant còmics com dramàtics en diversos mitjans com el cinema comercial, el cinema independent, la televisió i el teatre. Encara que és més conegut pels seus papers com actor secundari o de caràcter, també ha estat protagonista en diverses ocasions —per exemple, en cintes com Living in Oblivion, Delirious o la sèrie Boardwalk Empire. Sovint els seus personatges s'han caracteritzat per ser excèntrics, en part a causa del seu aspecte físic contrari al de les estrelles de cinema. Havent començat la seva carrera al cinema en els anys 1980, Buscemi ha treballat de manera contínua i prolífica i té en el seu haver més de cent participacions en pel·lícules; encara que moltes d'elles són cameos o aparicions breus: «No passo tres o quatre mesos en una pel·lícula, pas tres o quatre setmanes. A vegades tres o quatre dies», va explicar Buscemi. La seva carrera també és notable per la quantitat de vegades que ha mort en pantalla.
| «                 | M'encanta la versatilitat que té i el seu sentit dramàtic, però també el seu sentit de l'humor. Hi ha alguna cosa que és molt, molt intens en cambra amb Steve com a personatge, sigui el que sigui que interpreti, ja sigui en El gran Lebowski, Ghost World o qualsevol de les seves pel·lícules. | » |
| — Martin Scorsese | |   |

### Crítica
En una de les seves ressenyes, el reconegut crític Roger Ebert es va referir a Buscemi com «un dels millors actors vius». Per part seva, Andrew Sarris va qualificar el treball de l'actor com «sempre fiable» i va afirmar que «s'ha tornat una espècie de llegenda del cinema per la seva gairebé total falta de narcisisme». El crític de CBS News Sunday Morning, David Edelstein, el va descriure com a «puntimirat, però magnètic» i com un «gul modern», i a més va opinar que els «directors sense sort veuen en Buscemi al seu perdedor intern». Manohla Dargis, crítica principal de The New York Times, va escriure: «El Sr. Buscemi es roba les seves escenes amb dissimulació, rosegant on altres actors mosseguen i empassen».
Alguns crítics com Matt Zoller Seitz de Salon.com o Tim Appelo de Seattle Weeklyhan emprat l'adjectiu «buscemià» per a referir-se a actuacions que presenten característiques abans mostrades per Buscemi; ; algunes de les paraules que Ebert va usar per a referir-se a aquestes característiques van ser: «desgastat, dubitatiu, irònic, resignat». A causa del seu aspecte físic ha estat comparat amb altres actors anteriors a ell com Don Knotts i Peter Lorre; Philip Kemp de la revista Sight & Sound el va etiquetar com un «descendent directe» de Lorre i Elisha Cook Jr. Segons el periòdic britànic The Independent, l'atractiu de l'actor es deu en gran part a «la seva quotidianitat sense vernissar». Donada la seva extensa trajectòria en pel·lícules de baix pressupost, sovint, els crítics han inclòs Buscemi entre les figures més destacades del cinema independent; The Guardian va escriure que «s'ha tornat gairebé un talismà per la indústria del cinema independent modern» i Ebert ho va considerar «el representant del cinema independent estatunidenc». De la mateixa forma, Sight & Sound va escriure que «tantes pel·lícules indie prestigioses estan encantades per la nerviosa presència de Steve Buscemi que és difícil d'imaginar una reeixida sense ell». Sobre la seva extensa quantitat de crèdits, The Guardian va afirmar: «La seva omnipresència només és superada per la corporació McDonald's i Christopher Walken».
Respecte al seu treball com a director al cinema i la televisió, Matt Zoller Seitz va comentar que els seus treballs es basen en un «naturalisme exacerbat a l'estil John Cassavetes» i va agregar: «Però el seu sentit de la composició cal, clàssic, en certa manera conservador, i gairebé sempre perfecte».

### Influències
Des de la seva joventut, Buscemi era seguidor de figures de la comèdia com Woody Allen, George Carlin, Steve Martin i Buster Keaton, i durant els seus inicis com a actor a la fi dels anys 1970 es va dedicar durant un temps a la comèdia en viu, però la va abandonar al no poder trobar el seu propi «estil còmic» i no sentir-se còmode amb la «solitud» de l'escenari; va anar treballant en les seves pròpies obres al costat de Mark Boone Junior que va començar a desenvolupar un estil còmic més notori. També ha esmentat el seu treball al costat del comediant Rockets Redglare i al teatre a l'East Village com a part fonamental de la seva formació com a actor: «Aquí és on sento que realment em vaig tornar actor», va dir Buscemi. La seva inclinació cap a l'actuació es va acréixer després de veure dues pel·lícules: El Padrí II (1974) i Tarda negra (1975), totes dues protagonitzades per Al Pacino; Buscemi va explicar:
| « | Vaig quedar sorprès en veure a Al Pacino i John Cazale a El padrí i més tard veure'ls a tots dos sent tan diferents [a Tarda negra]. De fet, ni tan sols m'havia donat compte que John Cazale era el mateix actor que en El padrí; realment em va impressionar i vaig seguir el seu treball després d'això. […] Va ser inspirador per a mi perquè vaig sentir que potser jo podria fer el que aquests tipus feien. Especialment John Cazale. Era un personatge secundari molt interessant i graciós. […] De nen m'agradaven les pel·lícules de Bogart, Cagney i Jimmy Stewart, però en realitat no m'identificava amb aquesta mena d'actor. Les pel·lícules dels '70 em van influenciar com a actor. Record que pensava: «Sí, és possible, perquè vull i crec que puc fer el que aquests tipus estan fent». | » |

Les pel·lícules de John Cassavetes van tenir una important influència en el treball de Buscemi, especialment durant l'escriptura de la seva primera pel·lícula com a director, Trees Lounge; per a aquest treball també es va inspirar a Fat City de John Huston. Buscemi ha nomenat la cinta Una dona ofuscada de Cassavetes com una de les seves favorites. Alguns cineastes amb els quals ha treballat com a actor i que han deixat una marca en ell són Alexandre Rockwell —pel seu treball a In the Soup— i Robert Altman. Ha citat You Can't Win (1926) de Jack Black com un dels seus llibres favorits juntament amb els treballs dels escriptors de la generació beat, entre ells Junkie (1953) i Queer (1985), de William S. Burroughs, i A la carretera (1951) de Jack Kerouac.

## Vida personal
A començaments dels anys 1980 va conèixer a la coreògrafa i directora Jo Andres, amb qui es va casar en 1987. Més tard, van abandonar la East Village —on es van conèixer i van viure junts— per a traslladar-se a Park Slope, Brooklyn. El matrimoni va tenir un fill: Lucian Buscemi, nascut en 1991. Buscemi i Andres van estar casats fins a 2019, any en què Andres va morir a conseqüència del càncer. Un dels seus germans menors, Michael Buscemi, també és actor. A més està emparentat de manera llunyana amb el baixista Chris Baio de la banda de rock Vampire Weekend i amb la model italiana Giusy Buscemi. Encara que Buscemi sol pronunciar el seu cognom /buːˈsɛmi/, la pronunciació correcta en italià és /buʃˈʃɛːmi/; «Vaig haver d'anar a Sicília per a descobrir que pronuncio malament el meu cognom», va declarar l'actor.
Durant el rodatge de Domestic Disturbance a l'abril de 2001, va ser apunyalat en la gola, el cap i el braç quan es trobava enmig d'una baralla en un bar de Wilmington (Carolina del Nord) entre Vince Vaughn, el guionista Scott Rosenberg i dos ciutadans de la localitat. L'incident es va produir al voltant de les dues del matí després que Vaughn comencés a parlar amb la parella d'un dels individus. Els implicats en la baralla, entre ells Vaughn i Rosenberg, van ser arrestats i Buscemi va ser conduït a un hospital pròxim i més tard a Nova York. L'agressor de Buscemi va rebre càrrecs per assalt a mà armada i intent d'assassinat. Encara que els càrrecs per intent d'assassinat van ser retirats, l'home —de vint-i-un anys d'edat— es va declarar culpable i va ser sentenciat a vint-i-cinc mesos de presó; després de complir 180 dies després de les reixes, se li va ordenar passar tres anys en llibertat condicional supervisada.

### Activisme

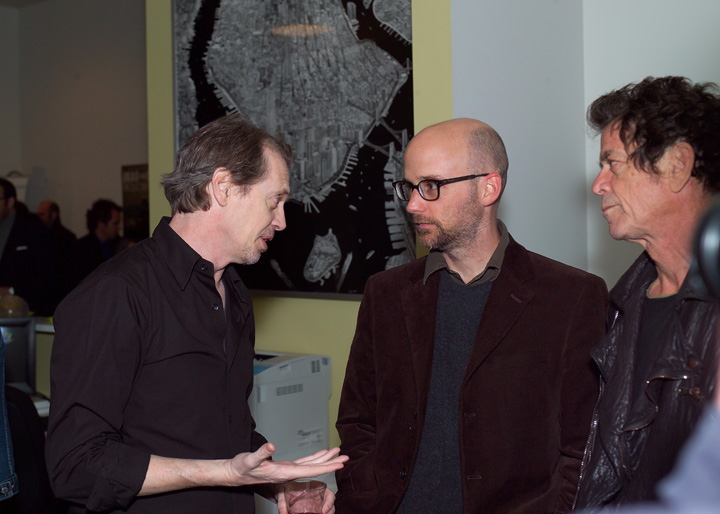
al costat dels músics Moby i Lou Reed en la projecció del documental Iraq for Sale a l'octubre de 2006 a Nova York.

Després dels atemptats de l'11 de setembre de 2001, es va presentar com a voluntari en la seva vella caserna de bombers. Aquesta setmana, va treballar en torns de dotze hores excavant entre els enderrocs a la recerca de supervivents, mentre es negava a donar entrevistes i ser fotografiat, de la qual cosa gairebé ningú se'n va assabentar fins a molt de temps després. La seva companyia, Engine 55, va perdre cinc homes a conseqüència dels atemptats, uns d'ells era ex company de Buscemi. Posteriorment, va continuar prop de la comunitat de bombers de Nova York, fent costat a una altra companyia després de les destrosses provocades pel huracà Sandy, recaptant diners per ajudar als damnificats i participant en protestes en contra del tancament d'estacions de bombers, la qual cosa en 2003 el va portar a ser arrestat. El 2014 va ser nomenat cap honorari del Departament de Bombers de la Ciutat de Nova York. En 2021 va revelar que va patir trastorn per estrès posttraumàtic posteriorment a aquesta setmana de treball al costat dels bombers després de l'esfondrament del World Trade Center.
Al març de 2003, va encapçalar un grup de protesta al costat de Ethan Hawke i Jessica Lange enfront de la seu de les Nacions Unides a Nova York en contra de la invasió de l'Iraq. En cinc dies, els organitzadors, Win Without War i Moveon.org, van aconseguir reunir més d'un milió de signatures en contra de la intervenció militar estatunidenca. En 2004, va manifestar el seu suport a la candidatura a la presidència del demòcrata John Kerry i va ajudar a recaptar fons per la seva campanya electoral. El 2013, quan se li va preguntar sobre la gestió de Barak Obama, Buscemi va dir estar «una mica decebut». En 2021 l'alcalde de Nova York li va atorgar les claus de la ciutat.
En una campanya organitzada per PETA el 2003, al costat d'altres figures públiques, va ajudar a exercir pressió sobre el govern de Corea de Sud perquè detingués la tortura de gossos i gats en aquest país. A més ha fet costat a altres organitzacions com ara Acció Contra la Fam, Collaboration Foundation, Fons Global per Dones, Motion Picture & Television Fund, ONE Campaign, SAG Foundation i Friends of Firefighters.

## Filmografia
Com a actor
- The Way It Is (1985)
- Parting Glances (1986)
- Sleepwalk (1986)
- No Picnic (1986)
- Arena Brains (1987)
- Kiss Daddy Goodnight (1987)
- Heart (1987)
- Call Me (1988)
- Vibes (1988)
- Cor de mitjanit (1988)
- Coffee and Cigarettes II (1989)
- Històries de Nova York (1989)
- Esclaus a Nova York (1989)
- Borders (1989)
- Mystery Train (1989)
- Els perdiguers de Broadway (1989)
- Tales from the Darkside: The Movie (1990)
- Force of Circumstance (1990)
- King of New York (1990)
- Miller's Crossing (1990)
- Life Is Nice (1991)
- Zandalee (1991)
- Barton Fink (1991)
- Billy Bathgate (1991)
- In the Soup (1992)
- Reservoir Dogs (1992)
- CrissCross (1992)
- Ed and His Dead Mother (1993)
- Twenty Bucks (1993)
- Trusting Beatrice (Claude) (1993)
- Sol naixent (1993)
- Floundering (1994)
- El gran salt (1994)
- Pulp Fiction (1994)
- Airheads (1994)
- The Last Outlaw (1994)
- Somebody to Love (1994)
- Who Do I Gotta Kill? (1994)
- The Search for One-eye Jimmy (1994)
- Living in Oblivion (1995)
- Billy Madison (1995)
- Desperado (1995)
- Things to Do in Denver When You're Dead (1995)
- Fargo (1996)
- Trees Lounge (1996)
- Kansas City (1996)
- Escape from L.A. (1996)
- Con Air (1997)
- The Real Blonde (1997)
- The Wedding Singer (1998)
- El gran Lebowski (1998)
- The Impostors (1998)
- Armageddon (1998)
- Louis & Frank (1998)
- Un pare genial (1999)
- Animal Factory (2000)
- 28 dies (2000)
- Doble contratemps (2001)
- Ghost World (2001)
- Final Fantasy: The Spirits Whithin (2001)
- Monsters, Inc. (2001)
- Domestic Disturbance (2001)
- 13 Moons (2002)
- Deadrockstar (2002)
- The Laramie Project (2002)
- Love in the Time of Money (2002)
- Mr. Deeds (2002)
- Spy Kids 2: The Island of Lost Dreams (2002)
- Spy Kids 3-D: Game Over (2003)
- Coffee & Cigarettes (2003)
- Big Fish (2003)
- Home on the Range (2004)
- L'illa (2005)
- Romance & Cigarettes (2005)
- The Sopranos (2002-2006)
- Art School Confidential (2006)
- Paris, je t'aime (2006)
- Monster House (2006)
- Delirious (2006)
- Charlotte's Web (2006)
- Interview (2007)
- I Think I Love My Wife (2007)
- I Now Pronounce You Chuck & Larry (2007)
- Igor (2008)
- Rage (2009)
- John Rabe (2009)
- The Messenger (2009)
- Handsome Harry (2009)
- Saint John of Las Vegas (2009)
- G-Force (2009)
- Youth in Revolt (2010)
- Grown Ups (2010)
- The Chosen One (2010)
- Pete Smalls Is Dead (2010)
- Fight for Your Right Revisited (2011)
- Rampart (2011)
- On the Road (2012)
- Hotel Transylvania (2012)
- 30 Rock (2007-2013)
- The Incredible Burt Wonderstone (2013)
- Monsters University (2013)
- Grown Ups 2 (2013)
- Boardwalk Empire (2010-2014)
- The Cobbler (2014)
- Time Out of Mind (2014)
- Hotel Transylvania 2 (2015)
- The Boss Baby (2017)
- Transformers: el último caballero (2017)
- Lean on Pete (2017)
- The Death of Stalin (2017)
- Philip K. Dick's Electric Dreams (2017)
- Nancy (2018)
- The Week Of (2018)
- Hotel Transylvania 3: Summer Vacation (2018)
- Miracle Workers (2019)
- The Dead Don't Die (2019)
- The King of Staten Island (2020)
- Hubie Halloween (2020)
- Hotel Transilvania 4: Transformanía (2021)

Com a director
- What Happened to Pete (1992)
- Trees Lounge (1996)
- Animal Factory (2000)
- Lonesome Jim (2005)
- Interview (2007)

## Premis i nominacions
Al llarg de la seva carrera, Buscemi ha rebut els premis Globus d'Or, SAG, Emmy i Independent Spirit, entre d'altres, i ha rebut nombroses candidatures addicionals. En 2011 va guanyar per primera vegada el Globus d'Or al millor actor dramàtic per la seva actuació en la sèrie de televisió Boardwalk Empire. Els Premis SAG també van reconèixer el seu treball en aquesta sèrie i li van atorgar un total de quatre premis, dos en la categoria de millor repartiment de televisió i dues al millor actor de televisió en una sèrie dramàtica, rebuts entre 2011 i 2012. Així mateix, ha estat nominat als Premis Emmy en diverses ocasions, incloent-hi un candidatura a la millor direcció en una sèrie dramàtica pel seu treball a The Sopranos, i va obtenir el premi en 2016 com a productor executiu del seu talk xou Park Bench with Steve Buscemi en la categoria de millor sèrie de varietats en format curt. El seu treball com a actor a Ghost World li va valer el Independent Spirit Award al millor actor de repartiment per segona vegada —ja ho havia aconseguit amb Reservoir Dogs— i altres guardons atorgats per associacions de crítics de cinema com els New York Film Critics Circle Awards, els Crítics de Cinema de Nova York Online i la Associació de Crítics de Cinema de Chicago. El 1997, la revista Empire va col·locar a Buscemi en el lloc número cinquanta-dos en la seva llista de les «Cent millors estrelles de cinema de tots els temps».
| \| Premi \| Any \| Categoria \| Títol \| Resultat \| Ref(s) \| \| -------------- \| ---- \| --------------------------------------------- \| ----------------------------- \| --------- \| ------ \| \| Globus d'Or \| 2002 \| Millor actor de repartiment \| Ghost World \| Nominat \| [110] \| \| Globus d'Or \| 2011 \| Millor actor de sèrie de televisió - Drama \| Boardwalk Empire \| Guanyador \| [110] \| \| Globus d'Or \| 2012 \| Millor actor de sèrie de televisió - Drama \| Boardwalk Empire \| Nominat \| [110] \| \| Globus d'Or \| 2013 \| Millor actor de sèrie de televisió - Drama \| Boardwalk Empire \| Nominat \| [110] \| \| Primetime Emmy \| 2001 \| Millor direcció - Sèrie dramàtica \| The Sopranos \| Nominat \| [79] \| \| Primetime Emmy \| 2004 \| Millor actor de repartiment - Sèrie dramàtica \| The Sopranos \| Nominat \| [79] \| \| Primetime Emmy \| 2008 \| Millor actor convidat - Sèrie de comèdia \| 30 Rock \| Nominat \| [79] \| \| Primetime Emmy \| 2011 \| Millor actor - Sèrie dramàtica \| Boardwalk Empire \| Nominat \| [79] \| \| Primetime Emmy \| 2012 \| Millor actor - Sèrie dramàtica \| Boardwalk Empire \| Nominat \| [79] \| \| Primetime Emmy \| 2014 \| Millor actor convidat - Sèrie de comèdia \| Portlandia \| Nominat \| [79] \| \| Primetime Emmy \| 2014 \| Millor programa no fictici en format curt \| Park Bench with Steve Buscemi \| Nominat \| [79] \| \| Primetime Emmy \| 2016 \| Millor sèrie de varietats en format curt \| Park Bench with Steve Buscemi \| Guanyador \| [79] \| \| SAG \| 2005 \| Millor repartiment de televisió - Drama \| The Sopranos \| Nominat \| [111] \| \| SAG \| 2011 \| Millor actor de televisió - Drama \| Boardwalk Empire \| Guanyador \| [111] \| \| SAG \| 2011 \| Millor repartiment de televisió - Drama \| Boardwalk Empire \| Guanyador \| [111] \| \| SAG \| 2012 \| Millor actor de televisió - Drama \| Boardwalk Empire \| Guanyador \| [111] \| \| SAG \| 2012 \| Millor repartiment de televisió - Drama \| Boardwalk Empire \| Guanyador \| [111] \| \| SAG \| 2013 \| Millor actor de televisió - Drama \| Boardwalk Empire \| Nominat \| [111] \| \| SAG \| 2013 \| Millor repartiment de televisió - Drama \| Boardwalk Empire \| Nominat \| [111] \| \| SAG \| 2014 \| Millor actor de televisió - Drama \| Boardwalk Empire \| Nominat \| [111] \| \| SAG \| 2014 \| Millor repartiment de televisió - Drama \| Boardwalk Empire \| Nominat \| [111] \| \| SAG \| 2015 \| Millor actor de televisió - Drama \| Boardwalk Empire \| Nominat \| [111] \| \| SAG \| 2015 \| Millor repartiment de televisió - Drama \| Boardwalk Empire \| Nominat \| [111] \| |      |                                               |                               |           |         |
| Premi | Any  | Categoria                                     | Títol                         | Resultat  | Ref(s)  |
| Globus d'Or | 2002 | Millor actor de repartiment                   | Ghost World                   | Nominat   | [ 110 ] |
| Globus d'Or | 2011 | Millor actor de sèrie de televisió - Drama    | Boardwalk Empire              | Guanyador | [ 110 ] |
| Globus d'Or | 2012 | Millor actor de sèrie de televisió - Drama    | Boardwalk Empire              | Nominat   | [ 110 ] |
| Globus d'Or | 2013 | Millor actor de sèrie de televisió - Drama    | Boardwalk Empire              | Nominat   | [ 110 ] |
| Primetime Emmy | 2001 | Millor direcció - Sèrie dramàtica             | The Sopranos                  | Nominat   | [ 79 ]  |
| Primetime Emmy | 2004 | Millor actor de repartiment - Sèrie dramàtica | The Sopranos                  | Nominat   | [ 79 ]  |
| Primetime Emmy | 2008 | Millor actor convidat - Sèrie de comèdia      | 30 Rock                       | Nominat   | [ 79 ]  |
| Primetime Emmy | 2011 | Millor actor - Sèrie dramàtica                | Boardwalk Empire              | Nominat   | [ 79 ]  |
| Primetime Emmy | 2012 | Millor actor - Sèrie dramàtica                | Boardwalk Empire              | Nominat   | [ 79 ]  |
| Primetime Emmy | 2014 | Millor actor convidat - Sèrie de comèdia      | Portlandia                    | Nominat   | [ 79 ]  |
| Primetime Emmy | 2014 | Millor programa no fictici en format curt     | Park Bench with Steve Buscemi | Nominat   | [ 79 ]  |
| Primetime Emmy | 2016 | Millor sèrie de varietats en format curt      | Park Bench with Steve Buscemi | Guanyador | [ 79 ]  |
| SAG | 2005 | Millor repartiment de televisió - Drama       | The Sopranos                  | Nominat   | [ 111 ] |
| SAG | 2011 | Millor actor de televisió - Drama             | Boardwalk Empire              | Guanyador | [ 111 ] |
| SAG | 2011 | Millor repartiment de televisió - Drama       | Boardwalk Empire              | Guanyador | [ 111 ] |
| SAG | 2012 | Millor actor de televisió - Drama             | Boardwalk Empire              | Guanyador | [ 111 ] |
| SAG | 2012 | Millor repartiment de televisió - Drama       | Boardwalk Empire              | Guanyador | [ 111 ] |
| SAG | 2013 | Millor actor de televisió - Drama             | Boardwalk Empire              | Nominat   | [ 111 ] |
| SAG | 2013 | Millor repartiment de televisió - Drama       | Boardwalk Empire              | Nominat   | [ 111 ] |
| SAG | 2014 | Millor actor de televisió - Drama             | Boardwalk Empire              | Nominat   | [ 111 ] |
| SAG | 2014 | Millor repartiment de televisió - Drama       | Boardwalk Empire              | Nominat   | [ 111 ] |
| SAG | 2015 | Millor actor de televisió - Drama             | Boardwalk Empire              | Nominat   | [ 111 ] |
| SAG | 2015 | Millor repartiment de televisió - Drama       | Boardwalk Empire              | Nominat   | [ 111 ] |